# Patricia Collinge
Pour les articles homonymes, voir Collinge.
Patricia Collinge est une actrice irlandaise née le 20 septembre 1892 à Dublin et décédée le 10 avril 1974 à New York.

## Filmographie
- 1941 : La Vipère (The Little Foxes) de William Wyler : Birdie Hubbard
- 1943 : L'Ombre d'un doute (Shadow of a Doubt) d'Alfred Hitchcock : Emma Newton
- 1943 : Tender Comrade d'Edward Dmytryk : Helen Stacey
- 1944 : Casanova le petit (Casanova Brown) de Sam Wood : Mrs. Drury
- 1951 : Teresa de Fred Zinnemann : Mrs. Clara Cass
- 1952 : Washington Story (en) de Robert Pirosh : Miss Galbreth
- 1959 : Au risque de se perdre (The Nun's Story) de Fred Zinnemann : Sœur William